# NGC 7702
NGC 7702 је лентикуларна галаксија у сазвежђу Феникс која се налази на NGC листи објеката дубоког неба.
Деклинација објекта је - 56° 0' 43" а ректасцензија 23h 35m 28,8s. Привидна величина (магнитуда) објекта NGC 7702 износи 12,2 а фотографска магнитуда 13,1. NGC 7702 је још познат и под ознакама ESO 192-9, PGC 71829.